# 大井ふ頭中央海浜公園スポーツの森第一球技場
大井ふ頭中央海浜公園スポーツの森第一球技場（おおいふとうちゅうおうかいひんこうえんスポーツのもりだいいちきゅうぎじょう）は、東京都品川区にかつて存在したサッカー・ラグビーの兼用スタジアム。フィールドはクレーで、第二球技場や陸上競技場などに隣接して、大井ふ頭中央海浜公園スポーツの森内に立地していた。
大井ホッケー競技場建設のため、2017年12月1日に閉鎖。

## 施設概要
- 収容人数 500人（全席座席）
- 得点板

## 周辺施設
- 陸上競技場
- 第二球技場
- 野球場
- 野球場B面
- 野球場C/D面
- 野球場E/F面
- テニスコート
- ゲートボール場
- 大井スポーツセンター
- しおさいドッグラン
- せせらぎの森
- さくら広場
- くすのき広場
- なぎさの森野鳥観察小屋
- なぎさの森夕やけなぎさ
- なぎさの森樹林・淡水池保全地区
- なぎさの森はぜつき磯（バーベキュー可能エリア）